# Камберленд-Геп (Теннессі)
Камберленд-Геп (англ. Cumberland Gap) — місто (англ. town) в США, в окрузі Клейборн штату Теннессі. Населення — 313 особи (2020).

## Географія
Камберленд-Геп розташований за координатами 36°35′51″ пн. ш. 83°39′56″ зх. д. / 36.59750° пн. ш. 83.66556° зх. д. (36.597483, -83.665679).  За даними Бюро перепису населення США в 2010 році місто мало площу 0,85 км², уся площа — суходіл.

## Демографія
Згідно з переписом 2010 року, у місті мешкали 494 особи в 229 домогосподарствах у складі 52 родин. Густота населення становила 583 особи/км².  Було 257 помешкань (303/км²).
Расовий склад населення:
| - 86,6 % — білих - 4,9 % — азіатів - 4,3 % — чорних або афроамериканців - 0,6 % — корінних американців |

До двох чи більше рас належало 3,4 %. Частка іспаномовних становила 0,6 % від усіх жителів.
За віковим діапазоном населення розподілялося таким чином: 3,2 % — особи молодші 18 років, 89,5 % — особи у віці 18—64 років, 7,3 % — особи у віці 65 років та старші. Медіана віку мешканця становила 25,8 року. На 100 осіб жіночої статі у місті припадало 135,2 чоловіків;  на 100 жінок у віці від 18 років та старших — 134,3 чоловіків також старших 18 років.
Середній дохід на одне домашнє господарство  становив 23 988 доларів США (медіана — 15 000), а середній дохід на одну сім'ю — 44 619 доларів (медіана — 43 250). За межею бідності перебувало 47,2 % осіб, у тому числі 0,0 % дітей у віці до 18 років та 20,5 % осіб у віці 65 років та старших.
Цивільне працевлаштоване населення становило 132 особи. Основні галузі зайнятості: освіта, охорона здоров'я та соціальна допомога — 41,7 %, мистецтво, розваги та відпочинок — 25,8 %, виробництво — 12,9 %, будівництво — 9,8 %.